# Saniwides mongoliensis
Il saniwide (Saniwides mongoliensis) è un rettile estinto, appartenente agli squamati varanidi. Visse nel Cretaceo superiore (Santoniano-Campaniano, circa 80 milioni di anni fa) e i suoi resti fossili sono stati ritrovati in Asia (Mongolia). È considerato un possibile parente dei varani.

## Descrizione
Questo animale doveva essere lungo meno di un metro e possedeva un cranio lungo circa 5 centimetri. Saniwides mongoliensis doveva essere molto simile a un varano odierno, ma se ne distingueva per alcune caratteristiche del cranio: esso possedeva un muso molto basso, appiattito e molto largo, che dava alla testa un aspetto simile a un becco d'anatra. Non è chiaro a cosa servisse l'insolita struttura. Come gli odierni varani, Saniwides doveva possedere zampe artigliate ai lati del corpo e una lunga coda.

## Classificazione
S. mongoliensis (il cui nome richiama Saniwa, un altro genere di varanidi estinto) è stato descritto per la prima volta nel 1984, sulla base di resti provenienti dalla formazione Djadochta. Alcune caratteristiche del cranio (l'assenza di un ampio contatto fra il sopraoccipitale e il parietale, il processo sopratemporale del parietale stretto e la forma dell'osso quadrato) suggeriscono che Saniwides era più derivato (evoluto) degli attuali elodermatidi, e probabilmente era vicino all'origine dei veri varani. Un animale strettamente imparentato potrebbe essere stato Proplatynotia, sempre del Cretaceo asiatico.